# هایک تسیرونیان
هایک هارمیکی تسیرونیان (ارمنی: Հայկ Զարմիկի Ցիրունյան؛ زادهٔ ۳ اکتبر ۱۹۷۷) یک  سیاستمدار اهل ارمنستان است که از تاریخ ۲۰۱۹ تا تاریخ ۲۰۲۶ سمت نمایندگی دوره‌های هفتم و هشتم مجلس ملی جمهوری ارمنستان را برعهده داشت.

## زندگی‌نامه
در ۳ اکتبر ۱۹۷۷  در ایروان به دنیا آمد و از دانشگاه ملی پلی‌تکنیک ارمنستان فارغ‌التحصیل شد. 